# Hugo Zuckermann

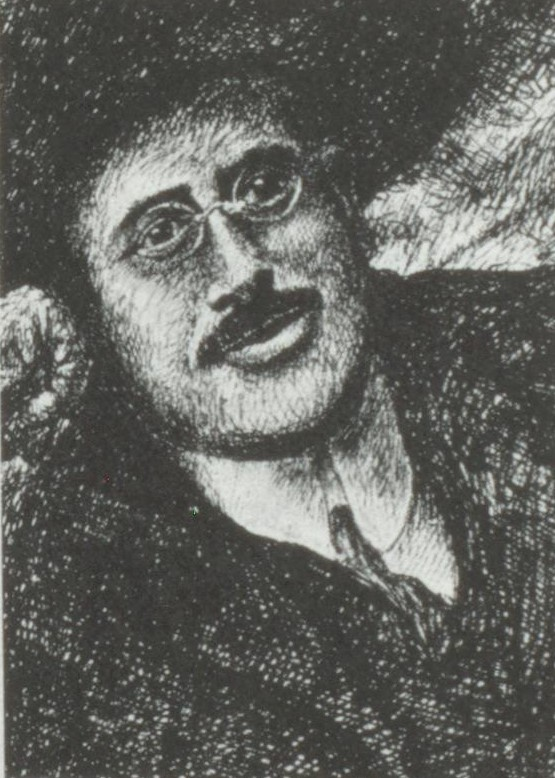
Hugo Zuckermann

Hugo Zuckermann (ngày 15 tháng 5 năm 1881, tại Eger (tiếng Séc: Cheb), Vương quốc Bohemia – Ngày 23 tháng 12 năm 1914, tại Eger) là một nhà thơ người Do Thái-Áo. Ông là người theo chủ nghĩa phục quốc Do Thái.
Zuckermann sinh ra ở Cheb. Năm 1907, cùng với các nhà văn Oskar Rosenfeld, Egon Brecher và nhiều người khác, ông đã thành lập một nhóm kịch của những người Do Thái để trình diễn các vở chính kịch tiếng Yiddish hiện đại bằng tiếng Đức. Sau đó, ông hành nghề luật sư ở Meran. Ông đã dịch nhiều bài thơ của Isaac Leib Peretz, Sholem Asch, Abraham Reisen, S. Schneir và nhiều nhà văn viết bằng Yiddish.

## Tác phẩm
- Meier M. Reschke, Hugo Zuckermann: A Great Jewish Leader, Vantage Pr., 1985. ISBN 0-533-06136-9
- Hugo Zuckermann, Gedichte (edited by Otto Abeles (de)), R. Löwit Verlag, Wien, 1915.